# ولز فارجو
ولز فارجو آند كومباني Wells Fargo & Company هي شركة خدمات مالية عملاقة أمريكية متعددة الجنسية، ولديها أعمال في مختلف بقاع العالم.
شركة ولز فارغو هي رابع أكبر بنك في الولايات المتحدة من حيث حجم الأصول والتي تبلغ 1.3 تريليون دولار عام 2012، وهو الأول من حيث القيمة السوقية. كما أن ولز فارغو هو الثاني من حيث الودائع وخدمات الرهن العقاري وبطاقات الائتمان. وعام 2011 كان ولز فارغو هو الشركة الـ23 الأكبر في في الولايات المتحدة. وفي المحصلة فإن ولز فارغو هو أحد البنوك الأربعة الكبار في الولايات المتحدة (البنوك الثلاثة الأخرى هي بنك أوف أمريكا، سيتي غروب وجي بي مورجان تشايس).
يقع المقر الرئيس لشركة ولز فارغو في سان فرانسيسكو، كاليفورنيا، ولكن لديها فروع رئيسية أيضا ً في مدن أخرى.
في 2012 كان لدى ولز فارغو أكثر من 9 آلاف فرع وأكثر من 12 ألف آلة صراف آلي منتشرة في 39 ولاية وفي مقاطعة كولومبيا. يبلغ عدد موظفي ولز فارغو نحو 270 ألف موظف ولديها أكثر 70 مليون زبون.

## التاريخ
متاحف ويلز فارجو للتاريخ
تدير الشركة 12 متحفاً، يُعرف معظمها باسم متحف ويلز فارجو للتاريخ، في مباني الشركة في شارلوت بولاية كارولاينا الشمالية. دنفر، كولورادو؛ دي موين، أيوا؛ لوس انجلوس كاليفورنيا؛ مينابوليس، مينيسوتا؛ فيلاديلفيا، بنسيلفينيا؛ فينيكس، أريزونا؛ بورتلاند، أوريغون؛ سكرامنتو، كاليفورنيا؛ سان فرانسيسكو، كاليفورنيا. وتشمل العروض أعمدة الحافلات الأصلية، والصور الفوتوغرافية، وقطع الذهب وقطع أثرية التعدين، و Pony Express، ومعدات التلغراف، والمصنوعات المصرفية التاريخية. تدير الشركة أيضًا متحفًا عن تاريخ الشركة في محطة Pony Express Terminal في Old Sacramento State Historic Park في Sacramento ، كاليفورنيا، والذي كان المكتب الثاني للشركة، و متحف ولز فارجو للتاريخ في Old Town San Diego State Historic Park في سان دييجو، كاليفورنيا.
تدير ولز فارجو متحف ألاسكا للتراث في أنكوريج، ألاسكا، والذي يضم مجموعة كبيرة من القطع الأثرية الأصلية في ألاسكا، والمنحوتات والسلال العاجية، والفنون الجميلة لفناني ألاسكا، ويعرض عن تاريخ ويلز فارجو في عصر ألاسكا للذهب.